# Osová Bítýška (železniční zastávka)
Osová Bítýška je železniční zastávka ve stejnojmenné obci v okrese Žďár nad Sázavou. Leží v km 52,277 dvoukolejné elektrizované trati Brno – Havlíčkův Brod mezi stanicemi Vlkov u Tišnova a Křižanov. Zastávka byla otevřena 9. prosince 1953, tedy několik dní po zprovoznění tratě.

## Popis zastávky
V zastávce jsou u obou traťových kolejí zřízena jednostranná vnější nástupiště o délce 140 m a s nástupní hranou ve výšce 550 mm nad temenem kolejnice.

## Doprava
Zastavují zde pouze osobní vlaky jezdící na trase Křižanov – Tišnov – Brno hl. n. – Židlochovice / – Hustopeče u Brna (linka S3).